# Abies densa
Abies densa é uma espécie de conífera da família Pinaceae.
Pode ser encontrada nos seguintes países:  Butão, China, Índia e Nepal.